# Andrea van der Straeten

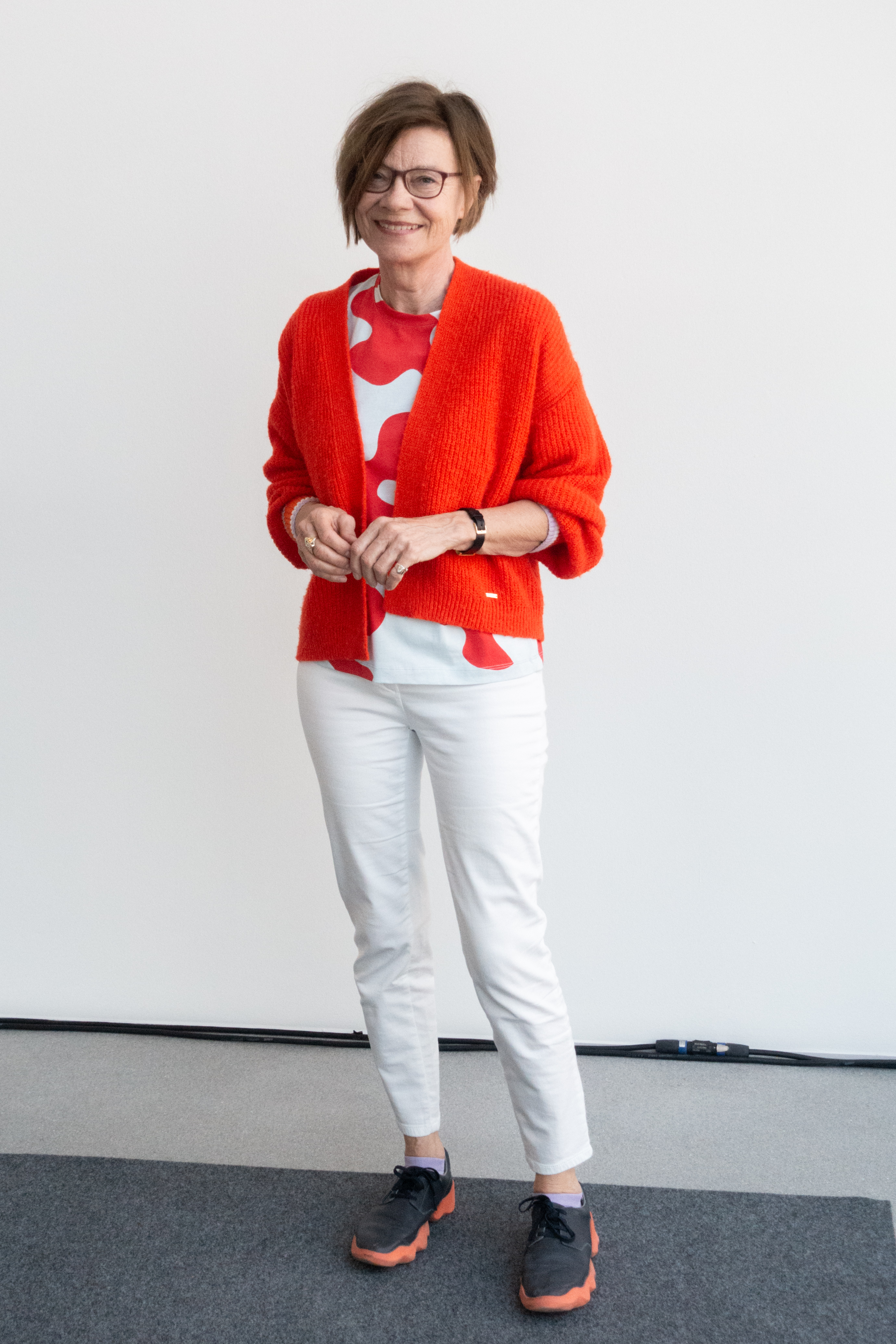
Andrea van der Straeten (2024)

Andrea van der Straeten (* 1953 in Trier) ist eine deutsche Konzeptkünstlerin. Sie lebt und arbeitet seit 1987 in Wien und leitete von 2002 bis 2018 als Professorin die Experimentelle Kunst an der Kunstuniversität in Linz. Ihre künstlerische Formensprache liegt hauptsächlich im Gebiet der Fotografie, Zeichnung, Film/Video, Künstlerbücher und der Sprache.

## Leben und Wirken
Andrea van der Straeten studierte Germanistik und Politikwissenschaften in Marburg an der Lahn, Visuelle Kommunikation an der Universität der Künste in Hamburg sowie bei Maria Lassnig an der Universität für angewandte Kunst Wien.
Sie war Artist-in-Residences in den Städten Venedig (Emily Harvey Foundation), Paris (Cité des Arts), Rom und New York (ISCP). Sie beteiligte sich an zahlreichen Symposien, Film- und Kunstfestivals. Ihre Kunstwerke sind oft im internationalen Kontext entstanden, die Sprache spielt dabei eine besondere Rolle und ist in vielen Arbeiten ersichtlich. Performative Ästhetiken, feministische, ebenso wie historische Kontexte werden vielseitig in Kunstwerke übersetzt. Seien es aggressive Wortgesten die in Laser Cut outs auf Papier entstehen oder feinfühlige Zeichnungen auf alltäglichen Gebrauchsmaterialien wie etwa billigem Pizzapapier das in der Gastronomie verwendet wird. Referenzen zu Literatur und Kunstgeschichte sind dabei ebenso rezipierbar wie Wortwitz und ein Gespür für der Arbeit entsprechenden Materialien.
Werke der Künstlerin befinden sich unter anderem in der Generali Foundation und der Fotosammlung des Bundes im Museum der Moderne Salzburg, im Lentos Kunstmuseum Linz, im Mudam Luxembourg – Musée d’Art Moderne Grand-Duc Jean, im Belvedere Museum Wien, im Wien Museum, in den Kunstsammlungen der Länder Oberösterreich und Tirol, sowie in österreichischen und internationalen Privatsammlungen.

## Ausstellungen (Auswahl)

### Einzelpräsentationen
- 2025: Nervöses Archiv[3], Prevenhuberhaus, Weyer
- 2023: Werkschau XXVIII – burning down the house[4]. Fotogalerie Wien
- 2022: Remote Horizon, Galerie Raum mit Licht, Wien
- 2019: how the light gets in, Open Studio, Cité internationale des arts, Paris
- 2018: Andrea van der Straeten, Splace am Hauptplatz, Linz[5]
- 2017: no manners, Galerie Raum mit Licht, Wien
- 2015: Langsame Augen, performative Installation, K48 – Offensive für zeitgenössische Wahrnehmung, Wien
- 2013: Andrea van der Straeten [as if], Casino Luxembourg – Forum d’art contemporain
- 2012: Andrea van der Straeten as if, Landesgalerie Linz
- 2010: Not Again. Making History Reimagined, CCS Bard Galleries, Annandale on Hudson, New York
- 2007: Vogelfrei, in Kooperation mit Angelo Stagno, temporäre Installation für das forum experimentelle architektur, MuseumsQuartier, Wien
- 2002: Kassiber, Steirischer Herbst, Graz, AT
- 1994: Hands Up, Studio der Neuen Galerie Graz
- 1991: Accidental Artists, Galerie Faber, Wien; Innocent Bystanders 1 & 2, Wiener Secession, Wien; Fotoarbeiten 1989–1991, Forum Stadtpark, Graz

### Gruppenausstellungen
Zahlreiche Ausstellungsbeteiligungen beispielsweise im Kunsthaus Mürz (2021), Taxispalais Kunsthalle Tirol Innsbruck (2021), The Galaxy Museum of Contemporary Art, Chongqing, China (2020), Museum der Moderne Salzburg (2018), Wien Museum MUSA (2018), Leopold Museum Wien (2014), Generali Foundation Wien (2013), das weisse haus (2012), Museum moderner Kunst Stiftung Ludwig Wien (2012), Lentos Kunstmuseum Linz (2009), und viele mehr.

## Kunst am Bau / Kunst im öffentlichen Raum
- 2011: 0–24 Licht, 1. technisches Update in Kooperation mit Angelo Stagno, permanente Installation für das Haus der Forschung, BIG Art, Wien
- 2006: 0–24 Licht, in Kooperation mit Angelo Stagno, permanente Installation für das Haus der Forschung, BIG Art, Wien[6]
- 2005: bin gleich zurück, permanente Installation für das Landhaus 2, Innsbruck
- 2003: Echo, permanente Installation für die Rehabilitationsklinik Meran
- 2000: Bela, Hannah, Lazlo, Zoe, permanente Installation für das Allgemeine Krankenhaus Krems
- 1999: HANDle with care, Museum der Hand / Museo della Mano, permanente Installation für das Franz Tappeiner Krankenhaus Meran
- 1998: Haus der Kälte, Kunstprojekt im öffentlichen Raum, Waidhofen an der Ybbs

## Auszeichnungen
- 2020: Artist in Residence–Stipendium der Emily Harvey Foundation in Venedig
- 2014: Kulturpreis des Landes Oberösterreich für Fotografie
- 2013: Artist in Residence–Stipendium der Emily Harvey Foundation in Venedig
- 2008: Kunstwürdigungspreis der Stadt Linz für Bildende Kunst[7]
- 2005: Österreichischer Grafikpreis Innsbruck
- 1997: Kunstpreis Robert Schuman für Bildende Kunst[8]

## Publikationen und Künstlerbücher (Auswahl)
- Werkschau XXVIII – burning down the house. Text von Ruth Horak. Werkschaukatalog/Fotobuch 66/2023, Fotogalerie Wien 2023.
- 84 C 56. Ein Buch in Bewegung _ Un libro in movimento _ A book on the move. Künstlerbuch. Venedig 2020.
- Collision. Künstlerbuch/Edition, Wien 2019.
- Geschichte wiederholt sich nicht, aber sie reimt sich. Mit Texten von Fahim Amir, Thomas Hörl, Andrea van der Straeten. Schlebrügge.Editor, Wien 2018.
- Der Käfig ist auf, und der Zoo zu. Institut für Bildende Kunst und Kulturwissenschaften/Experimental Gestaltung, Sonderzahl, Wien 2015
- PRORA. Institut für Bildende Kunst und Kulturwissenschaften/Experimental Gestaltung, Kunstuniversität Linz 2014.
- Andrea van der Straeten [as if]. Schlebrügge.Editor, Wien 2013[9]
- Not Again, „Making History“ Reimagined. English CCS Bard, Bard College Annandale on Hudson, New York, Schlebrügge.Editor, Wien 2010.
- Quiet Days. Artist’s Book. Schlebrügge.Editor, Wien 2009.
- Another Twist. Artist’s Book. Schlebrügge.Editor, Wien 2009.
- Lauter Flüstern. Whispering Louder. Mit Texten von Alexander Kluge, Martin Fritz, Robert Pfaller. Schlebrügge.Editor, Wien 2008.
- wir müssen weiter denken als unsere pistolen schiessen / we have to think beyond our guns. Die experimentelle Gestaltung an der Kunstuniversität Linz 2002–2006. Sonderzahl Verlag, Wien 2007.
- mit Bettina Henkel, Michael Ponstingl: Die Sentimentalen Favoriten – Spiele in der Kunst. Triton Verlag, Wien 2000.
- Haus der Kälte – Das Buch zum Film. Künstlerbuch. Triton Verlag, Wien 1999
- Kindsköpfe (1), Kursiv – eine Kunstzeitschrift. Linz 1999.
- Accidental Artists. Künstlerbuch. Wien 1991.
- Sicherheitsverfilmung. Künstlerbuch. Wien 1990.